# John Wetton
John Kenneth Wetton (ur. 12 czerwca 1949 w Willington, zm. 31 stycznia 2017 w Bournemouth) – brytyjski gitarzysta basowy, gitarzysta i wokalista. Współpracował m.in. z zespołami: Family, King Crimson, Uriah Heep, Wishbone Ash, Asia i UK.
Urodził się w Willington w hrabstwie Derbyshire, a wychował w Bournemouth w Dorset. Od końca lat 60. był członkiem zespołów grających rocka progresywnego, takich jak Mogul Trash, Family, King Crimson (w którym grał z przyjacielem z dzieciństwa Robertem Frippem), Roxy Music/zespół Briana Ferry’ego, Uriah Heep, UK oraz Wishbone Ash. Album Asia zespołu o tej samej nazwie, na liście Billboardu osiągnął miejsce najlepszego albumu roku 1982. Album ten jest jednym z czterech w historii listy, który utrzymywał się na pierwszej pozycji przez dziewięć kolejnych tygodni.

## Kariera
Oryginalny dźwięk basu Wettona powstał dzięki zastosowaniu Precision Bassu Fendera wzmocnionego za pomocą lampowych wzmacniaczy (Hiwatt najczęściej) i nierzadko efektów stosowanych raczej w gitarach (Wah-Wah, Distortion). Jego gra była bardzo szybka i agresywna – styl ten był szczególnie widoczny podczas występów z King Crimson w latach 1972–1974, natomiast na początku lat 80. to jego umiejętności wokalne oraz w pisaniu piosenek uwidoczniły się podczas gry w zespole Asia.
Najlepiej znane albumy z początków kariery Wettona to m.in. Larks’ Tongues in Aspic (1973), Starless and Bible Black (1974) oraz Red (1974) z zespołem King Crimson, UK (1978) z zespołem UK (na którym spotkali się muzycy z sekcji rytmicznej King Crimson, a więc Wetton z Billem Brufordem) oraz album Asia (1982) zespołu Asia.
Od początku lat 90. Wetton wydał cztery albumy solowe – Voice Mail/Battle Lines, Arkangel, Sinister/Welcome to Heaven, oraz Rock of Faith, a także wiele nagrań koncertowych.
Wetton często pracował jako muzyk sesyjny, z takimi artystami jak Brian Eno, Bryan Ferry, Phil Manzanera, czy Larry Norman.

## Życie prywatne
W przeszłości Wetton walczył z alkoholizmem. W roku 1983, podczas trasy koncertowej z zespołem Asia, właśnie z tego powodu został zastąpiony przez byłego basistę i wokalistę zespołu Emerson, Lake & Palmer – Grega Lake’a. W późniejszych latach Wetton deklarował, że żyje w trzeźwości.
W sierpniu 2007 przeszedł operację chirurgiczną serca, co sprawiło, że pozostała część trasy koncertowej zespołu Asia została odroczona do czasu, aż wyzdrowieje. W kwietniu 2008 zespół wydał album Phoenix .
John Wetton był leworęczny, lecz na gitarze i na basie grał prawą ręką.

## Dyskografia
| - Mogul Thrash, 1971 - Fearless, 1971 - Bandstand, 1972 - Only Visiting This Planet, 1972 - Larks’ Tongues in Aspic, kwiecień 1973; US #61 UK #20 - Starless and Bible Black, czerwiec 1974; US #64 UK #28 - Red (album King Crimson), październik 1974; US #66 - USA, (nagrany na żywo w czerwcu 1974, wydany w 1975, edycja poszerzona w 2002) - Another Time, Another Place, czerwiec 1974; UK #4 - Let's Stick Together, wrzesień 1976; UK #19, US #160 - In Your Mind, luty 1977; UK #5, US #126, Aust #1 - The Bride Stripped Bare, wrzesień 1978 - Viva!, July 1976 - Two Sides of Peter Banks, 1973 - Return to Fantasy, 1975 - High and Mighty, 1976 - Diamond Head, 1975 - K Scope, 1978 - Wetton Manzanera, 1987, Geffen Records - Number the Brave, 1981, MCA Records | - Asia, 1982; #1 US, #15 JP - Alpha, 1983; #6 US, #4 JP - Astra, 1985; #67 US, #15 JP - Then & Now, 1990; #114 US, #24 JP - Live in Moscow, 1990 - The Very Best of Asia: Heat of the Moment (1982–1990), 2000 - Definitive Collection, 2006; #183 US - Fantasia: Live in Tokyo, 2007 - Phoenix, 2008# 73 US - „Omega”, 2010 - „XXX”, 2012 - Caught in the Crossfire, 1980, E'G/Polydor Records - King’s Road, 1972-1980, 1987, E'G/Virgin Records - Voicemail / Battle Lines, 1992, Pony Canyon/JWL - Arkangel, 1997, Eagle Records - Chasing the Deer (ścieżka dźwiękowa do filmu), 1998, Blueprint Records - Monkey Business (z Richardem Palmerem-Jamesem), 1998, Blueprint Records - Welcome to Heaven / Sinister, 2000, Avalon Records - Rock of Faith, 2003, Giant Electric Pea Records - Wetton Downes (Demo Collection), 2001, Stallion Records - Icon, 2005, Frontiers Records/UMe Digital (US) - Heat of the Moment '05 (EP, z Geoffem Downesem), 2005, Frontiers Records - Acoustic TV Broadcast, 2006, Frontiers Records - Icon II: Rubicon, 2006, Frontiers Records (US) - Chasing the Dragon, 1995, Eclipse Records - Akustika, 1996, Blueprint Records - Hazy Money Live in New York, 1998, Blueprint Records - Live in Tokyo, 1998, Blueprint Records - Sub Rosa Live in Japan, 1998, Blueprint Records - Nomansland Live in Poland, 1999, Giant Electric Pea Records - Live in Argentina, 2002, Blueprint Records - Live in Stockholm 1998, 2003, Blueprint Records - Live in Osaka, 2003, Blueprint Records - Live in the Underworld, 2003, Classic Rock Legends - One Way or Another (z Kenem Hensleyem), 2003, Classic Rock Legends - Amorata, 2004, Metal Mind Records |